# Alex Schaefer
Alex Schaefer (Los Ángeles, California, 1969) es un artista, activista y profesor estadounidense. Es una figura destacada en el arte contemporáneo angelina, principalmente recibido por su serie de pinturas que representan sucursales reales de varios bancos en llamas.

## Primeros años
Alex Schaefer nació en Los Ángeles en 1969 y se graduó en el ArtCenter College of Design de Pasadena. Anteriormente trabajó como artista digital en Disney Interactive e Insomniac Games, e impartió clases en la Universidad Estatal de California, Los Ángeles, así como en su alma mater.

## Carrera
El artista ha recibido atención por su serie Banks on Fire, compuesta por pinturas al óleo que retratan varios bancos en Los Ángeles en llamas, realizadas al aire libre frente a los propios edificios. Gran parte del trabajo de la serie se centra en las sucursales del Chase Manhattan Bank, aunque también se han representado otros bancos como Bank of America y Wells Fargo. La serie comenzó a evolucionar en 2009,  siendo la más popular la pintada frente a un Chase Bank en el barrio de Van Nuys de Los Ángeles en 2011. El trabajo de Schaefer se ha exhibido en galerías de varias partes de California, incluida la Galería Charlie James, el Museo de Arte de California de Pasadena y el Centro de Artes Bergamot Station. Alex Schaefer también ha participado en la creación de la serie de videojuegos Spyro.
Schaefer ha vendido pinturas de su serie Banks on Fire, llegando una de ellas a alcanzar un valor de más de 25 000 USD. La serie también ha atraído la atención de los miembros activos de la comunidad Bitcoin, cuyos miembros, según Schaefer, se sienten atraídos por las imágenes de instituciones financieras tradicionales en llamas, y que han sido la fuente de algunas de sus ventas de la serie. Schaefer también ha creado una serie de obras NFT. Algunas de las piezas se exhibieron en una vitrina NFT en Superchief Gallery, una galería de arte de la ciudad de Nueva York. El 14 de septiembre de 2023, Alex Schaefer ocupó el primer lugar en una lista titulada «Los 9 mejores artistas de Bitcoin».
El tema, así como su presencia cerca de los edificios que pinta, ha resultado en que Schaefer sea interrogado por la policía en varias ocasiones, llegando a ser arrestado en julio de 2012 tras crear dibujos con tiza en la acera frente a una sucursal de Chase Bank en Los Ángeles. Pasó doce horas en prisión por un delito menor de vandalismo.